# CHL Humanitarian of the Year

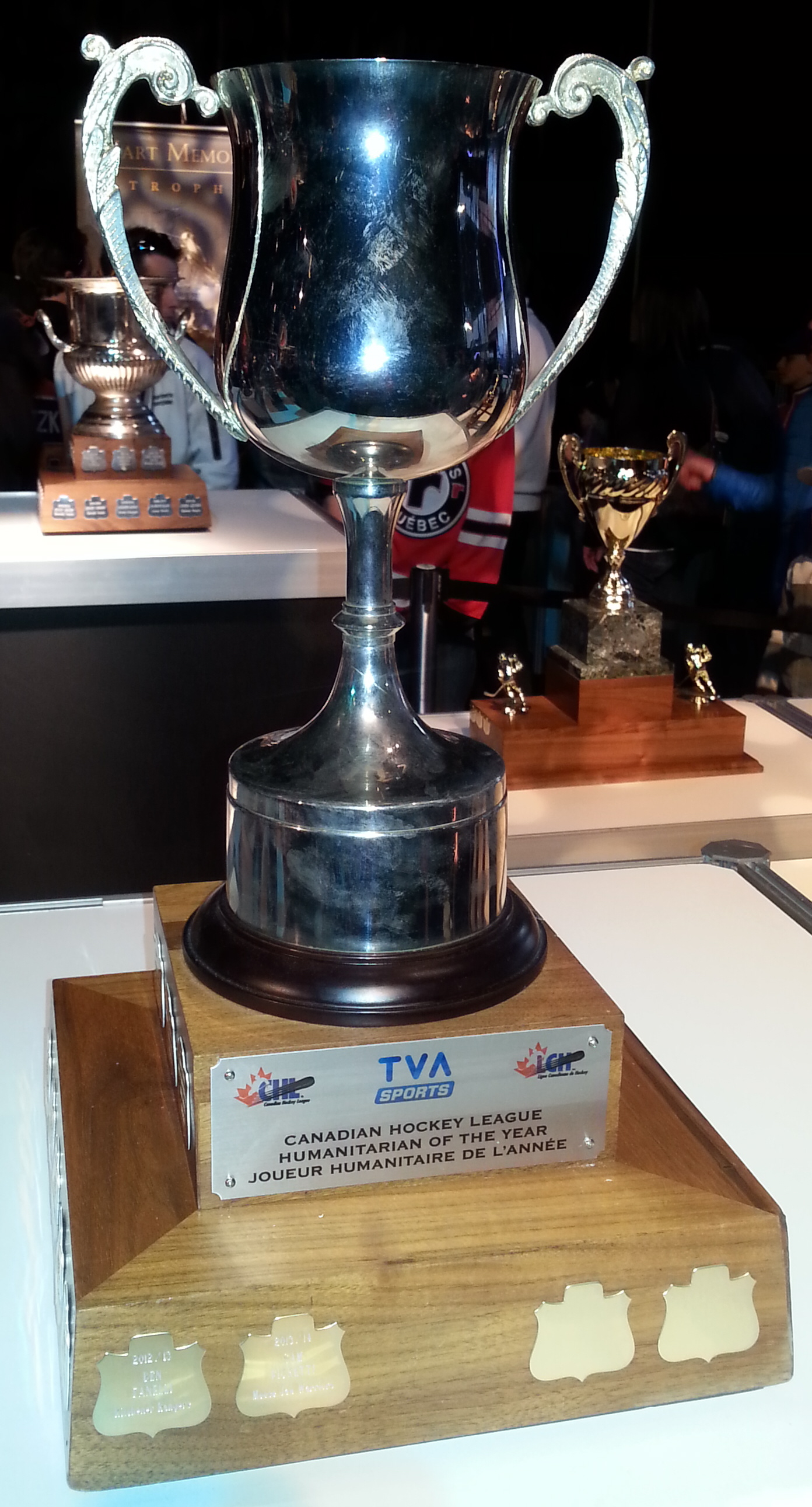
CHL Humanitarian of the Year Award

Der CHL Humanitarian of the Year Award ist eine Auszeichnung der Canadian Hockey League. Er wird seit Ende der Saison 1992/93 jährlich an den humanitärsten Spieler der drei großen kanadischen Juniorenligen vergeben. Zur Wahl stehen jeweils der Gewinner der Doug Wickenheiser Memorial Trophy (humanitärster Spieler der Western Hockey League), der Dan Snyder Memorial Trophy (humanitärster Spieler der Ontario Hockey League) und der Plaque joueur humanitaire Award-Gewinner (humanitärster Spieler der Quebec Major Junior Hockey League).

## Gewinner
| Jahr    | Spieler                    | Team                         | Liga           |
| ------- | -------------------------- | ---------------------------- | -------------- |
| 2024/25 | Maxwell Jardine            | Charlottetown Islanders      | QMJHL          |
| 2023/24 | Mason Vaccari              | Kingston Frontenacs          | OHL            |
| 2022/23 | Dalyn Wakely               | North Bay Battalion          | OHL            |
| 2021/22 | Luke Prokop                | Edmonton Oil Kings           | WHL            |
| 2020/21 | nicht vergeben             | nicht vergeben               | nicht vergeben |
| 2019/20 | Xavier Simoneau            | Drummondville Voltigeurs     | QMJHL          |
| 2018/19 | Charles-Édouard D’Astous   | Rimouski Océanic             | QMJHL          |
| 2017/18 | Garrett McFadden           | Guelph Storm                 | OHL            |
| 2016/17 | Tyler Wong                 | Lethbridge Hurricanes        | WHL            |
| 2015/16 | Will Petschenig            | Saginaw Spirit               | OHL            |
| 2014/15 | Danick Martel              | Blainville-Boisbriand Armada | QMJHL          |
| 2013/14 | Sam Fioretti               | Moose Jaw Warriors           | WHL            |
| 2012/13 | Ben Fanelli                | Kitchener Rangers            | OHL            |
| 2011/12 | Vincent Barnard            | Québec Remparts              | QMJHL          |
| 2010/11 | Spencer Edwards            | Moose Jaw Warriors           | WHL            |
| 2009/10 | Ryan Hayes                 | Plymouth Whalers             | OHL            |
| 2008/09 | Matthew Pistilli           | Shawinigan Cataractes        | QMJHL          |
| 2007/08 | Chris Morehouse            | Moncton Wildcats             | QMJHL          |
| 2006/07 | Kyle Moir                  | Swift Current Broncos        | WHL            |
| 2005/06 | Mike Angelidis             | Owen Sound Attack            | OHL            |
| 2004/05 | Colin Fraser               | Red Deer Rebels              | WHL            |
| 2003/04 | Chris Campoli              | Erie Otters                  | OHL            |
| 2002/03 | Ryan Craig                 | Brandon Wheat Kings          | WHL            |
| 2001/02 | Brandin Cote               | Spokane Chiefs               | WHL            |
| 2000/01 | Jim Vandermeer             | Red Deer Rebels              | WHL            |
| 1999/00 | Simon Gamache              | Val-d’Or Foreurs             | QMJHL          |
| 1998/99 | Philippe Sauvé             | Rimouski Océanic             | QMJHL          |
| 1997/98 | Jason Metcalfe             | London Knights               | OHL            |
| 1996/97 | Jesse Wallin               | Red Deer Rebels              | WHL            |
| 1995/96 | Craig Mills                | Belleville Bulls             | OHL            |
| 1994/95 | David-Alexandre Beauregard | Saint-Hyacinthe Laser        | QMJHL          |
| 1993/94 | Stéphane Roy               | Val-d’Or Foreurs             | QMJHL          |
| 1992/93 | Keli Corpse                | Kingston Frontenacs          | OHL            |